# دالة ضيائية

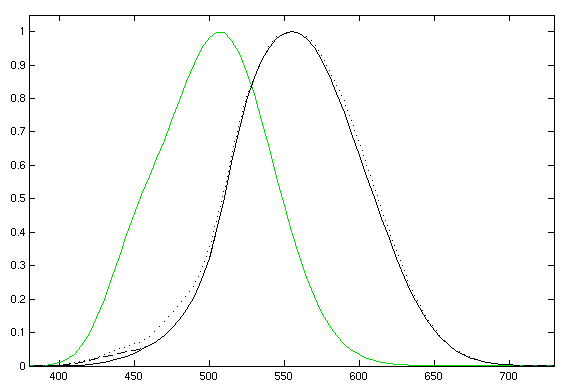
شكل 1: دالتي الضياء للرؤية الضوئية Photopic (أسود) و للرؤية في الظلام scotopic (أخضر) .المحور الأفقي يعطي طول موجة الضوء. (قارن بالطيف في الشكل 2.

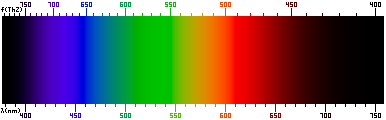
شكل 2: طيف الضوء وأطوال موجات الألوان المختلفة.

الدالة الضيائية أو دالة التألق (بالإنجليزية: Luminosity function)‏ أو دالة الفعالية الضوئية (بالإنجليزية: Luminous efficiency function)‏ في الرؤية والبصريات هي دالة تصف متوسط حساسية العين للطيف الضوئي ودرجة ضيائه. أي تصف قدر الضياء المرئي بالعين لشعاعين ضوئيين مختلفي اللون. ويختلف شعورنا بدرجة ضياء شعاعين ضوئيين بحسب طول موجة الضوء.
تختلف دالة حساسية العين من شخص إلى شخص، ولكن نهتم بها عند إجراء التجارب في البصريات. تعرف الدالة بكونها دالة تعتمد على طول موجة الضوء {\displaystyle V(\lambda )} وتصف حساسية العين البشرية لضوء النهار.
قامت هيئة الإضاءة الدولية CIE في عام 1924 بتعريف دالة الضياء للعين البشرية على أساس النتائج العملية التي تمت؛ ثم قامت بتعديلها في عام 1983 في النشرة CIE 018.2-1983 ). وهي تختص بنطاق الطيف المرئي بين طول موجة 360 نانومتر إلى 830 نانومتر على خطوات تبلغ 1 نانومتر، وذلك لشخص مرجعي يسمى «المشاهد العياري 2°». وعلى هذا الأساس تم تعيين قيم دالة الضياء {\displaystyle V(\lambda )}
للشخص العياري طبقا لمشاهدته عند زاوية قدرها 2° ؛ وهي المنطقة الوسطية لحيز رؤية العين البشرية.
تحتلف حساسية الرؤية باختلاف ألوان الضوء. فالضوء الأبيض الذي نراه هو عبارة عن خليط من أضواء مختلفة الألوان نسميها ألوان الطيف.

## التفاصيل
توجد دالتان للضياء: إحداهما تختص بالرؤية بالنهار وتسمى «دالة ضياء الرؤية بالنهار»، والدالة الأخرى تختص بالرؤية في الظلام للإنسان وتسمى أحيانا «منحنى الرؤية في الظلام» scotopic curve .
بمقارنة الشكل 1 نجد أن منحنى الضياء الليلي منزاحا عن منحنى الضياء في النهار بالنسبة إلى طول موجة الضوء {\displaystyle (\lambda )\,} ؛ وهذا يفسر أننا نفرق بين الألوان نهارا أما في الليل أو في الظلام فلا نستطيع تفسير الألوان.
يوصف فيض الإضاءة لمصدر للضوء بدالة الضياء في النهار. ويحسب الفيض الكلي للإضاءة من مصدر للضوء بواسطة المعادلة التالية:
{\displaystyle F=683.002\ \mathrm {lm/W} \cdot \int _{0}^{\infty }{\overline {y}}(\lambda )J(\lambda )d\lambda }
حيث:
{\displaystyle F\,} فيض الإضاءة، بوحدة لومن.
{\displaystyle J(\lambda )\,} توزيع قوة الطيف (وتقاس بشدة الإشعاع لكل طول موجة)؛ أو بوحدة واط/متر.
{\displaystyle {\overline {y}}(\lambda )} (وهي تعرف أيضا بـالدالة {\displaystyle V(\lambda )\,}) هي الدالة القياسية لضياء (وهي دالة ليست لها وحدات).
{\displaystyle \lambda \,} هي طول الموجة الضوئية بالمتر.
من الوجهة النظرية يعبر عن دالة الضياء بالتكامل في المعادلة أعلاه للطيف الضوئي الطبيعي.
 ولكن عمليا يستبدل التكامل بعملية جمع لجميع أطوال الموجات {\displaystyle J(\lambda )\,} ؛ وتوجد لها جداول بقيم الضياء.
وقد وضعت هيئة الإضاءة الدولية
CIE القيم القياسية لضياء في جداول في حيوز لأطوال الموجة قدرها 5 نانومتر بين 380 نانومتر - 780 نانومتر (وهو نطاق طيف الضوء المرئي.)
وقد تم معايرة الدالة القياسية لضياء بحيث أن تكون قيمتها القصوى مساوية 1 عند طول موجة وسطية 555 نانومتر (أنظر معامل الضياء). وعادة يختصر الثابت في معادلة التكامل ويُكتب 683 لومن / واط.

ويعرف اللومن بأنه مساويا 1 عند طاقة اشعاعية قدرها 1/683 واط لشعاع ذو تردد 540 تيرا هيرتز، وهو يعادل طول موجة قياسية قدرها 555.016  . طول موجة نانومتر 555 نانومتر هي التي اختيرت لتكون القيمة القصوى لمنحنى الضياء.
وعلى وجه التحديد فإن قيمة {\displaystyle {\overline {y}}(\lambda )}
بالضبط 0.999997 عند 555.016 نانومتر، مما يعطي 683/0.999997 = 683.002 وهو الثابت في معادلة التكامل كما نراها أعلاه.
أما العدد 683 فهو ينتمي إلى التعريف الجديد (لعام 1979) للشمعة، التي هي وحدة شدة الإضاءة.
وقد تم اختيار العدد 683 بغرض إحداث توافق للقيم بين التعريف الجديد والقديم للشمعة.

## ضياء رؤية الظلام
في الظلام حيث تكون شدة الضوء ضعيفة جدا تكون حساسية العين معتمدة على الخلايا النبوتية في شبكية العين وليست الخلايا المخروطية؛ وهذا ما يزيح منحنى الرؤية إلى اتجاه أطوال الموجة القصيرة للضوء، بالقرب من لون الضوء البنفسجي. عندئذ يكون أعلى حساسية للعين الشابة عند طول موجة 507 نانومتر. ويعادل ذلك القدر الأقصى لحساسية العين 1699 لومن/واط  أو مختصرا 1700 لومن/واط عند تلك القمة.
اعتمدت الدالة القياسية للرؤية في الظلام {\displaystyle V^{\prime }(\lambda )} من هيئة الإضاءة الدولية في عام 1951 ؛ وكانت قد تمت على أساس نتائج أجراها العالمين: «والد» في عام 1945 , العالم الفيزيائي «كراوفورد» في عام 1949 . http://www.cvrl.org/database/text/lum/scvl.htm]

## عمى الألوان

دالة ضياء بروتانوبتيك (أخضر) و دالة ضياء ديوترانوبتيك (أحمر). للمقارنة يبين المنحنى الأصفر الدالة القياسية لضياء في ضوء النهار للشخص السليم.

يغير عمى الألوان حساسية العين بالنسبة إلى أطوال الموجة المختلفة للأشعة الضوئية. فبالنسبة إلى الناس ذوي خاصية «بروتانوبيا» يكون القدر الأقصى لحساسية العين منزاحا نحو جزء الطيف القصير الموجة (عند نحو طول موجة 540 نانومتر)؛ وبالنسبة للناس الذين يعانون من «الديوترانوبيا» فيجود لديهم انزياحا لقمة رؤية الطيف عند نحو 560 نانومتر.
وتنعدم حساسية العين لدى الناس الذين يعانون من البروتانوبيا عند أطوال موجة أطول من 670 نانومتر.
تختلف رؤية الألوان في الحيوانات بين الثدييات والزواحف، فالزواحف سبقت الثدييات في تاريخ التطور وهي لا تستطيع رؤية الألوان، تري الزواحف أبيض-رمادي-أسود فقط.
معظم الثدييات من غير الرئيسيات لها دالة رؤية ضياء مماثلة للمرضى المصابين بالبروتانوبيا protanopia. وهذا يتيح فرصة دراسة المعيشة للحياونات عن طريق إضاءة المشهد بضوء ذو طول موجة طويلة، أي بضوء أحمر لا يستطيعون رؤيته.

وبالنسبة إلى كبار السن من البشر ومن ذوي الرؤية المعتادة للألوان فقد تظهر عدسة العين مصفرة بعض الشيء بسبب الساد (الماء الأبيض)، الذي يعمل على إزاحة القدرة القصوى للرؤية نحو الحيز الأحمر من الطيف؛ وبذلك يقل مدى رؤيتهم للموجات الضوئية المختلفة.

## اقرأ أيضا
- خلية نبوتية
- خلية مخروطية
- أوبسين
- رودوبسين
- رؤية النهار ورؤية في الظلام